# أطوم
الأطوم أو الأطَمَة أو ناقة البحر أو بقرة البحر أو الزالخة أو المَلِصَة أو الحَنفَاء (باللاتينية: Dugon) حيوان بحري كبير الحجم من فصيلة الثدييات ويقترب في شكله من خروف البحر، وهو واحد من أربعة كائنات حية من فصيلة الخيلانيات المائية الآكلة للعشب، وهو من أقرباء حيوان بقرة البحر ستيلر الذي استمر صيده حتي انقرض من بحار البسيطة في القرن الثامن عشر، والأطوم هو الوحيد من فصيلته والذي يجول بحار 37 بلدا في المحيطين الهندي والهادي  وكذلك البحار في الشرق الأوسط، إلا أن غالبية الأطوم تعيش في مياه واسعة من شرق إلى غرب أستراليا مرورا بشمالها بين خليجي موريتون والقرش.

## وصلات خارجية
- Arkive (Dugong dugon)
- Roberto Sozzani The Dugong
- UNEP Dugong Action Plan
- Sirenian International
- Australian Museum Online Dugong Factsheet
- Dugong in Myanmar
- Ph2otos.com - Dugong in Egypt